# Brachymeria grisselli
Brachymeria grisselli är en stekelart som först beskrevs av T.C. Narendran och Varghese 1989.  Brachymeria grisselli ingår i släktet Brachymeria och familjen bredlårsteklar. Inga underarter finns listade.